# Румунски језик у Србији
Румунски језик је широко распрострањен у Србији. Ова земља је домаћин великом броју староседелаца који говоре румунски језик, који се могу поделити на етничке Румуне у Аутономној области Војводине и Влахе Тимочке долине, географског региона у Централној Србији . Први говоре банатски румунски дијалект, идентификују се као Румуни и имају пуна права у аутономној области. Заправо, румунски је један од шест званично признатих језика у Војводини. С друге стране, Власи говоре архаичне варијанте банатског и олтенског дијалеката, али се не идентификују као Румуни и њихов језик такође није признат као румунски у Србији. "Влашки језик" је прошао кроз покушаје стандардизације у земљи, што би ишло уз ћирилицу за Влахе. Ово је критиковано у Румунији, а српске власти су блокирале покушаје да се тимочким Власима доведу ресурси и образовање на румунском језику.

## Војводина

### Правни статус
Чланом 10. Устава Републике Србије (2006) прописано је да се у Републици Србији у службеној употреби српски језик и ћирилично писмо. Поред тога, одредбом члана 10. утврђено је да се на подручјима Републике Србије у којима живе националне мањине у службеној употреби употребљавају и сопствени језици и писма, на начин утврђен законом.
Чланом 6 Статута Аутономне Покрајине Војводине (објављен у „Службеном листу АПВ“) утврђено је да се, заједно са српским језиком и ћириличним писмом, и латиничним писмом у складу са законом, мађарски, словачки, румунски и русински језик и њихова писма, као и језици и писма других националности, истовремено се службено користе у раду органа Аутономне Покрајине Војводине, на начин утврђен законом.
Национални савет румунске националне мањине има одељење које се бави анализом и промоцијом службене употребе румунског језика.

Између осталог, одлуке и закони које доноси Скупштина Аутономне Покрајине Војводине, билтени и публикације Скупштине и Извршног већа, као и други акти од покрајинског интереса које доносе органи Републике Србије морају бити преведени на румунски. Такође седнице Скупштине се симултано преводе на румунски. Покрајински секретаријат за прописе, управу и националне мањине, преко својих одељења и одељења, прикупља и анализира податке о остваривању права националних мањина у области културе, образовања, информисања, службене употребе језика и писма. као и да пази на уредност закона који ово предвиђа. Секретаријат припрема и материјале који се објављују у „Службеном листу АП Војводине”, на српском језику и на језицима националних мањина који су у службеној употреби у АП Војводини. Покрајински секретаријат за прописе, управу и националне мањине шаље и судске тумаче на румунском окружним судовима у Новом Саду и Панчеву.
На локалном нивоу румунски језик и писмо се званично користе у 8 општина: Алибунар, Бела Црква, Житиште, Зрењанин, Ковачица, Ковин, Пландиште и Сечањ. У општини Вршац, румунски је званичан и у селима са етничком румунском већином: Војводинци, Марковац, Стража, Мали Жам, Мало Средиште, Месић, Јабланка, Сочица, Ритишево, Орешац и Куштиљ.
Невладина организација „Општински парламент слободни град Вршац“ (рум. Parlamentul orășenesc orașul "liber" Vârșeț) покренула је пројекат чији је циљ да подстакне јавну употребу румунског језика као службеног језика. Кампања је укључена у програм „Мањинска права у пракси у Југоисточној Европи“, који су заједно покренули Фондација Краља Бодуена, Фонд за отворено друштво Београд, Фондација Чарлс Стјуарт Мот и Грађанске иницијативе.
На Попису становништва из 2002. године, последњем у Србији, 1,45% грађана Војводине изјаснило се румунски као матерњи језик (једва 0,1% светских романофона).

### У веронауци и служби
У Војводини постоји 40 румунских историјских парохија, са 42 свештеника, под јурисдикцијом Румунске православне епархије „Dacia Felix“ са седиштем у Вршцу, а на челу са Данилом Партошанулом, викарним епископом Темишварске архиепископије.
Од 2006. године веронаука се предаје на румунском језику у државним школама у Србији. Издата су два нова уџбеника за први и други разред за ученике који похађају веронауку на румунском језику. Уџбенике је одобрила Комисија Владе Републике Србије за верску наставу у основним и средњим школама.

### Уметност
Дана 15. новембра 2003. поново је основано професионално румунско позориште, после скоро 50 година, позориште које изводи представе на румунском језику за заједнице румунског говорног подручја. Седиште позоришта је у Вршцу, на сцени Народног позоришта "Стерија".
Књижевност на румунском језику заступљена је у Банату почевши од Виктора Влада Деламарине па све до садашњих писаца. Значајан је допринос војвођанских писаца у делима објављеним у целом Банату, преко аутора као што су Василе Барбу, председник Књижевно-уметничког друштва „Tibiscus” у Уздину, Павел Гатајанту, Ана Никулина Урсулеску, Вирџинија Поповићи, Славко Алмајан и Марина Пуија Бадесцу. Постоји издавачка кућа коју финансира држава Либертатеа. За 45. издање Београдског сајма књига, издавачка кућа је припремила ЦД са девет најуспешнијих наслова, под слоганом „3.000 страница за трећи миленијум” (рум. 3.000 de pagini pentru mileniul trei). Штавише, постоје и друге издавачке куће са седиштем у Војводини, као на пример „Editura Fundaţiei“.

### Образовање
У Војводини постоји 37 образовних установа које користе румунски као наставни језик, укључујући две средње школе. Сто четрдесет пет румунских ученика из Војводине и Тимочке Крајине учествовало је у интервјуима за стипендије у румунским средњим школама и универзитетима за школску 2005–2006. годину. Што се тиче вишег образовања, постоји педагошка школа у Вршцу, као и одсек за румунски језик Универзитета у Новом Саду. Школски програми се израђују на румунском језику од вртића и до средње школе; постоји и Завод у коме се припремају уџбеници румунског језика. Постоје четири школе у којима се настава изводи искључиво на румунском језику, у местима са етничким румунском већином: Гребенац, Николинци, Куштиљ и Локве.

### Медији
Аутономна Покрајина Војводина омогућава јавно информисање грађана на румунском језику, у складу са Статутом АПВ, члан 15. Влада делимично финансира дневне и недељне новине на језицима националних мањина, међу којима је и румунски недељник Либертатеа (Панчево). Остале румунске публикације укључују Tinereţea и Cuvântul Românesc (Вршац). Радио Нови Сад  и ТВ Нови Сад  имају рубрике на румунском језику, које емитују програм на румунском 6 сати дневно на радију и један до један и по сат на ТВ-у. Румунски Би-Би-Си реемитује Радио ФАР у Алибунару на ФМ. Такође, Војводина прима канал 1 (În direct, România) Radio România Internaţional (24/24) и румунске националне ТВ станице ТВР1. Такође, даљи канали на румунском језику могу се примати преко сателитске услуге коју нуди српска подружница румунске телекомуникационе компаније RCS & RDS (Digi TV),: Antena 1, Minimax Romania, Jetix, UTV, DDTV, OTV, Discovery Civilisation, Discovery Science, Discovery Travel & Living, Animal Planet, Animax, Zone Reality, National Geographic Channel, Eurosport, Viasat History и Viasat Explorer у основном пакету, као и: Pro TV Internaţional, Antena 3, Realitatea TV, TVS Oradea, TVS Craiova, Etno TV, Favorit TV, Taraf TV у специјалном румунском пакету.
Викторија, 24-часовна радио станица на румунском језику, покренута је 2006. године. Емитује се на 96.1 ФМ као једини мањински радио на румунском језику у Србији који емитује 24 сата дневно. Радио станица се може слушати и преко интернета.

## Тимочка Крајина
За разлику од Војводине, румунски језик има далеко мање права у долини Тимока где живе српски Власи. Иако се води полемика да ли је говор Влаха заиста румунски, ендоним limba vlaha („влашки језик“)  постоји, сви лингвисти сматрају да Власи Србије говоре румунски.
Српска статистика посебно наводи влашки и румунски језик у зависности од тога шта су се људи изјаснили на попису. То, међутим, не значи да Влада Србије има званичан став да ли су влашки и румунски одвојени језици. МОС му није доделио посебан код језика стандарду МОС 639. На попису из 2002. године, 40.054 људи у Србији изјаснило се као етнички Власи, а 54.818 људи изјаснило се као матерњи говорник влашког језика.
Тимочки румунски језик нема никакав званични статус и није стандардизован. Тако неки припадници заједнице Тимочких Влаха траже званичну употребу стандардног румунског језика у областима насељеним Власима до стандардизације „влашког језика“ за њих.
Према неким изворима у медијима, Србија је признала „румунски“ као матерњи језик влашке заједнице актом о потврђивању Националног савета влашке (румунске) националне мањине августа 2007. године; организација је навела румунски као матерњи језик заједнице у свом статуту.  

### Језичке карактеристике
Његове две главне варијанте, „Ungurean“ и „Țăran“, су подређени облици румунских варијетета који се говоре у Банату и Олтенији.
Говорници су изоловани од Румуније и њихов говор није пратио неологизме (за неке апстрактне појмове, као и технолошке, политичке и научне концепте) које су румунски говорници на другој обали Дунава позајмили од француског и италијанског, уместо њих користе српске парњаке, пошто је српски језик био образовни језик скоро два века.

### Медији
Радио Зајечар  и Радио Поморавље  Архивирано 14 септембар 2007 на сајту  емитују програме на влашком језику.